# Андрес Родрігес
Андре́с Родрі́гес Педо́тті (ісп. Andrés Rodríguez Pedotti; 19 червня 1923 — 21 квітня 1997) — парагвайський генерал і політик, президент Парагваю з 3 лютого 1989 до 15 серпня 1993 року.
Був найближчим соратником колишнього диктатора Альфредо Стресснера. Проте в 1989 році очолив переворот проти Стресснера, який підтримали США і Католицька церква. Стресснер втік з країни. Родрігес скасував смертну кару, заарештував ряд соратників колишнього диктатора, провів багатопартійні вибори, які тим не менш виграв.
У 1993 році у зв'язку з хворобою на рак пішов у відставку. Новим президентом став Хуан Карлос Васмосі.